# Trefasegrænse
En tredobbelt fasegrænse (TPB) er en geometrisk klasse af fasegrænse og placeringen af kontakt mellem tre forskellige faser. Et simpelt eksempel på en TPB er en kyst, hvor land, luft og hav mødes for at skabe en energisk placering drevet af sol-, vind- og bølgeenergi, der er i stand til at understøtte et højt niveau af biodiversitet. Dette koncept er især vigtigt i beskrivelsen af elektroder i brændselsceller og batterier. For eksempel til brændselsceller, de tre faser er en ion leder (elektrolyt), en elektron leder, og en virtuel "porøsitet" fase til transport gasformige eller flydende brændstof molekyler. De elektrokemiske reaktioner, som brændselsceller bruger til at producere elektricitet, forekommer i nærvær af disse tre faser. Trefasegrænser er således de elektrokemisk aktive steder der findesr elektroder.